# Chaetacis aureola
Chaetacis aureola är en spindelart som först beskrevs av Carl Ludwig Koch 1836.  Chaetacis aureola ingår i släktet Chaetacis och familjen hjulspindlar. Inga underarter finns listade i Catalogue of Life.